# Condado de Cook (Minnesota)
El condado de Cook (en inglés: Cook County) es un condado en el estado estadounidense de Minnesota. En el censo de 2000 el condado tenía una población de 5.168 habitantes. La sede de condado es Grand Marais. El condado fue fundado el 9 de marzo de 1874 y fue nombrado en honor a Michael Cook, un senador estatal de Minnesota.

## Geografía
Según la Oficina del Censo, el condado tiene un área total de 8.650 km² (3.340 sq mi), de la cual 3.757 km² (1.451 sq mi) es tierra y 4.893 km² (1.889 sq mi) (56,56%) es agua.

### Condados adyacentes
- Condado de Keweenaw, Míchigan (este)
- Condado de Ontonagon, Míchigan (sureste)
- Condado de Ashland, Wisconsin (sur)
- Condado de Lake (oeste)

### Áreas protegidas nacionales
- Boundary Waters Canoe Área Wilderness
- Grand Portage National Monument
- Superior National Forest

## Autopistas importantes
- Ruta Estatal de Minnesota 61

## Demografía
En el  censo de 2000, hubo 5.168 personas, 2.350 hogares y 1.438 familias residiendo en el condado. La densidad poblacional era de 4 personas por milla cuadrada (1/km²). En el 2000 había 4.708 unidades habitacionales en una densidad de 3 por milla cuadrada (1/km²). La demografía del condado era de 89,45% blancos, 0,29% afroamericanos, 7,59% amerindios, 0,33% asiáticos, 0,04% isleños del Pacífico, 0,25% de otras razas y 2,05% de dos o más razas. 0,75% de la población era de origen hispano o latino de cualquier raza. 
La renta promedio para un hogar del condado era de $36.640 y el ingreso promedio para una familia era de $47.132. En 2000 los hombres tenían un ingreso medio de $31.211 versus $23.650 para las mujeres. La renta per cápita para el condado era de $21.775 y el 10,10% de la población estaba bajo el umbral de pobreza nacional.

## Localidades

### Ciudades y pueblos
| - Chippewa City - Covill | - Croftville - Grand Marais | - Hovland - Lutsen | - Pigeon River - Schroeder | - Taconite Harbor - Tofte |

### Municipios
- Municipio de Lutsen
- Municipio de Schroeder
- Municipio de Tofte

### Territorios No Organizados
- East Cook
- Grand Portage
- West Cook